# Чуб Олександр Володимирович
Олександр Володимирович Чуб (17 березня 1997, смт Котельва, Полтавська область — 12 квітня 2022, м. Авдіївка, Донецька обл. — український військовослужбовець, лейтенант. Учасник російсько-української війни. Почесний громадянин Червоноградської міської територіальної громади.

## Життєпис
Родом з Котельви на Полтавщині. Жив у м. Соснівка. Після 9-го класу вчився в ліцеї в Червонограді на зварника, мріяв стати курсантом військового ліцею. Під час служби в армії підписав контракт. У 2017 році був в зоні АТО/ООС кілька місяців. Після цього вступив у Національну академію сухопутних військ імені гетьмана Петра Сагайдачного. У березні 2022 р. отримав звання лейтенанта. Мав закінчити навчання у травні 2022 року.
Похований на міському кладовищі у Соснівці.

## • Нагороджений орденом Богдана Хмельницького 3 ступеня (Посмертно)
- Почесний громадянин Червоноградської міської територіальної громади (23 червня 2022, посмертно)[1]